# Alstroemeria cunha
Alstroemeria cunha är en alströmeriaväxtart som beskrevs av Vell. Alstroemeria cunha ingår i släktet alströmerior, och familjen alströmeriaväxter. Inga underarter finns listade i Catalogue of Life.

## Bildgalleri

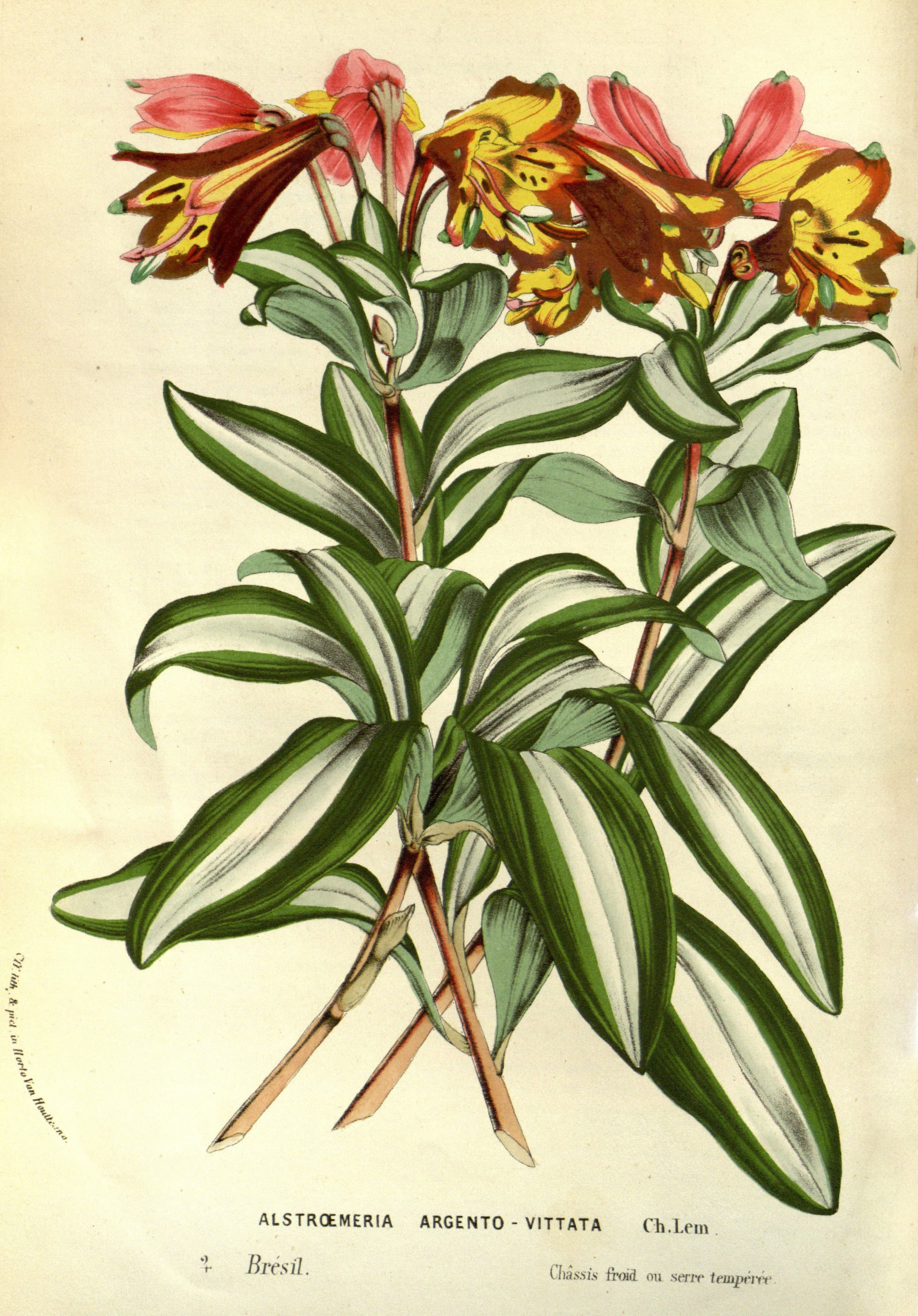